# Brothers in Arms (album Dire Straits)
Brothers in Arms è il quinto album del gruppo rock britannico Dire Straits, pubblicato nel 1985.

## Descrizione
Con le sue oltre 30.000.000 di copie vendute, è uno dei dischi più venduti nella storia della musica. È stato uno dei primi album a essere stampato su compact disc con registrazione digitale (DDD), oltre alla classica distribuzione su vinile. È l'album più venduto in assoluto durante gli anni ottanta nel Regno Unito.
I Dire Straits arrivano al loro quinto album, forti di una carriera ricca di successi. Ma con questo il successo supera ogni più rosea previsione.
Mark Knopfler sforna una serie di brani di facile ascolto che consolidano il marchio di fabbrica di un rock pulito, privo di glamour, fatto "solo" di chitarre, sassofoni e testi non banali.
La copertina dell'album (la chitarra resofonica National Style-O del 1937 di Mark Knopfler che si staglia nel cielo) è in assoluto una della più famose e riprodotte.
Con l'album è uscita anche un'edizione in videocassetta contenente i video di Money for Nothing (brano che nel 1985 vincerà il Grammy Award alla miglior performance rock di un duo o un gruppo), So Far Away, Walk of Life e Brothers in Arms (premiato con il Grammy Award al miglior videoclip).
Brothers in Arms è l'album che ha portato i Dire Straits all'apice del successo raggiungendo le prime posizioni nelle classifiche Billboard 200 per 9 settimane, Official Albums Chart per 14 settimane risultando il più venduto dell'anno e del decennio, ARIA Charts per 34 settimane, Billboard Canadian Albums (per 10 settimane), Nuova Zelanda (per 21 settimane), Austria (per 2 settimane), Germania, Francia, Norvegia (per 12 settimane), Svezia (per 11 settimane), Svizzera (per 13 settimane) e Paesi Bassi (per 2 settimane).

## Promozione

### Why Worry
La traccia richiama lo stile degli Everly Brothers, che successivamente interpretarono il pezzo anche con la partecipazione dello stesso Knopfler alla chitarra. La canzone è stata inoltre proposta dal vivo dai Dire Straits nel tour Live in 85/6.

### Ride Across the River
Pezzo atipico sotto il profilo stilistico, il brano Ride Across the River è incentrato sulla denuncia degli orrori della guerra. La canzone fu suonata in concerto – arricchita da estesi passaggi strumentali – durante la tournée successiva alla pubblicazione dell'album.

### The Man's Too Strong
Il brano sviluppa una drammatica riflessione sulla banalità del male e sulla natura violenta dell'umanità. L'io narrante della canzone è un anziano tamburino militare accusato di aver commesso crimini di guerra, il quale compie un inopinato gesto di resipiscenza decidendo di confessare le proprie malefatte.

### One World
Il pezzo, caratterizzato da un testo piuttosto ermetico, offre alcuni spunti di carattere politico-sociale.

## Accoglienza critica
| Recensione          | Giudizio |
| ------------------- | -------- |
| AllMusic            |          |
| Q                   |          |
| Rolling Stone       | misto    |
| Sounds              |          |
| Storia della musica |          |

Nella recensione retrospettiva per AllMusic, Stephen Thomas Erlewine ha dato all'album un giudizio di quattro stelle su cinque, scrivendo che il disco «ha portato l'atmosfera, le inclinazioni jazz-rock di Love over Gold in un contesto pop, risultando a sorpresa un best seller internazionale». Il critico ha elogiato l'«indelebile riff di chitarra» di Money for Nothing, l'«orecchiabile boogie ritmato» di Walk of Life e la «melodia bluesy» di So Far Away. Ha poi concluso dicendo che i Dire Straits «anche se non sono riusciti a mantenere la stessa coerenza per il resto dell'album [...] Brothers in Arms rimane uno dei loro lavori più mirati e completi, e nella sua coincisa sensibilità pop, si distingue all'interno del loro catalogo».
Nella sua recensione per la rivista Rolling Stone, Debby Bull diede un giudizio misto scrivendo che «il disco è prodotto magnificamente, con l'eccezionale lavoro di chitarra di Mark Knopfler che cattura l'atmosfera migliore», ma notando anche che gli scenari «non sono così interessanti come lo erano in dischi tipo Making Movies».
Nel 2012 Rolling Stone ha inserito Brothers in Arms al 352º posto nella lista dei 500 migliori album di tutti i tempi.

## Tracce
Testi e musiche di Mark Knopfler, tranne dove indicato.
Lato A
1. So Far Away – 5:12
2. Money for Nothing – 8:26 (Mark Knopfler, Sting)
3. Walk of Life – 4:12
4. Your Latest Trick – 6:33
5. Why Worry – 8:31

Durata totale: 32:54
Lato B
1. Ride Across the River – 7:00
2. The Man's Too Strong – 4:40
3. One World – 3:40
4. Brothers in Arms – 7:00

Durata totale: 22:20
Le edizioni su vinile e musicassetta proponevano alcuni brani accorciati:
- in So Far Away mancava la sezione finale;
- in Money for Nothing mancava il lungo finale: ciò succederà anche nell'album omonimo;
- in Your Latest Trick mancava l'introduzione;
- in Why Worry mancava completamente la coda strumentale.

## Formazione

### Gruppo
- Mark Knopfler - chitarra, voce
- Alan Clark - tastiere
- Guy Fletcher - sintetizzatori, voce
- John Illsley - basso, cori
- Terry Williams - batteria aggiuntiva, assolo di batteria in "Money for Nothing"

### Altri musicisti
- Jack Sonni - chitarra aggiuntiva, guitar synth in "The Man's Too Strong", cori
- Omar Hakim - batteria principale, percussioni
- Sting - voce in Money for Nothing
- Michael Brecker e Malcolm Duncan - sassofono
- Randy Brecker e Dave Plews - tromba
- Tony Levin e Neil Jason - basso aggiuntivo
- Jimmy Maelen - percussioni

## Classifiche

### Classifiche settimanali
| Classifica (1985-2021) | Posizione massima |
| ---------------------- | ----------------- |
| Australia              | 1                 |
| Austria                | 1                 |
| Canada                 | 1                 |
| Europa                 | 1                 |
| Finlandia              | 1                 |
| Francia                | 1                 |
| Germania               | 1                 |
| Grecia                 | 4                 |
| Italia                 | 3                 |
| Norvegia               | 1                 |
| Nuova Zelanda          | 1                 |
| Paesi Bassi            | 1                 |
| Portogallo             | 17                |
| Regno Unito            | 1                 |
| Spagna                 | 1                 |
| Stati Uniti            | 1                 |
| Svezia                 | 1                 |
| Svizzera               | 1                 |

### Classifiche di fine anno
| Classifica (1985) | Posizione |
| ----------------- | --------- |
| Australia         | 1         |
| Austria           | 6         |
| Canada            | 3         |
| Francia           | 1         |
| Germania          | 7         |
| Italia            | 22        |
| Nuova Zelanda     | 3         |
| Paesi Bassi       | 3         |
| Regno Unito       | 1         |
| Spagna            | 2         |
| Stati Uniti       | 27        |
| Svizzera          | 2         |
| Classifica (1986) | Posizione |
| Australia         | 2         |
| Austria           | 2         |
| Canada            | 3         |
| Germania          | 3         |
| Nuova Zelanda     | 1         |
| Paesi Bassi       | 4         |
| Regno Unito       | 2         |
| Spagna            | 2         |
| Stati Uniti       | 5         |
| Svizzera          | 2         |
| Classifica (2024) | Posizione |
| Portogallo        | 144       |

### Classifiche di fine decennio
| Classifica (1980–1989) | Posizione |
| ---------------------- | --------- |
| Australia              | 2         |
| Austria                | 2         |
| Regno Unito            | 1         |